# Acétaldoxime
L'acétaldoxime est un oxime de formule brute C2H5NO.

## Propriétés physico-chimiques
Du fait du blocage de la rotation autour de la double liaison C=N, l'acétaldoxime possède deux stéréoisomères de type Z/E:
- le Z-acétaldoxime aussi appelé syn-acétaldoxime, numéro CAS 5775-72-4,qui porte les groupes méthyle et hydroxyle du même côté de la double liaison.
- le E-acétaldoxime aussi appelé anti-acétaldoxime, numéro CAS 5780-37-0, qui porte les groupes méthyle et hydroxyle de part et d'autre de la double liaison.